# Флаш, Георг
Георг Флаш (ивр. ג'ורג' פלש‎; 1909, Решица, Караш-Северин — 22 ноября 1990, Израиль) — израильский общественный и политический деятель, депутат кнессета 2-го созыва от партии «Общих сионистов».

## Биография
Родился в 1909 году в Решице, Австро-Венгрия (ныне Румыния), в семье Арпарда Флаша и его жены Гизелы. Учился в ивритской гимназии, затем изучал юриспруденцию в Венском университете. Был участником сионистской молодёжной организации и сионистского студенческого объединения. Был членом правления футбольного клуба «Хакоах».
В 1933 году репатриировался в Подмандатную Палестину. Был генеральным секретарем федерации «Маккаби» в Израиле, затем председателем федерации, а также председателем всемирной федерации «Маккаби».
Занимался плаванием, был чемпионом в Вене и Израиле.
Избирался депутатом Законодательного собрания Британской Палестины четвёртого созыва (1944). Был членом комитета по внешней политики партии «Общих сионистов». В 1951 году избран депутатом кнессета 2-го созыва от партии «Общих сионистов», работал в комиссии иностранным делам и безопасности и комиссии по внутренним делам, возглавлял подкомиссию по вопросам регистрации населения.
Умер 22 ноября 1990 года.